# Eksuperancjusz z Zurychu
Eksuperancjusz, popularnie zwany Häxebränz (zm. ok. 302 w Turicu) – rzymski żołnierz legendarnej Legii Tebańskiej, męczennik chrześcijański, święty Kościoła katolickiego.

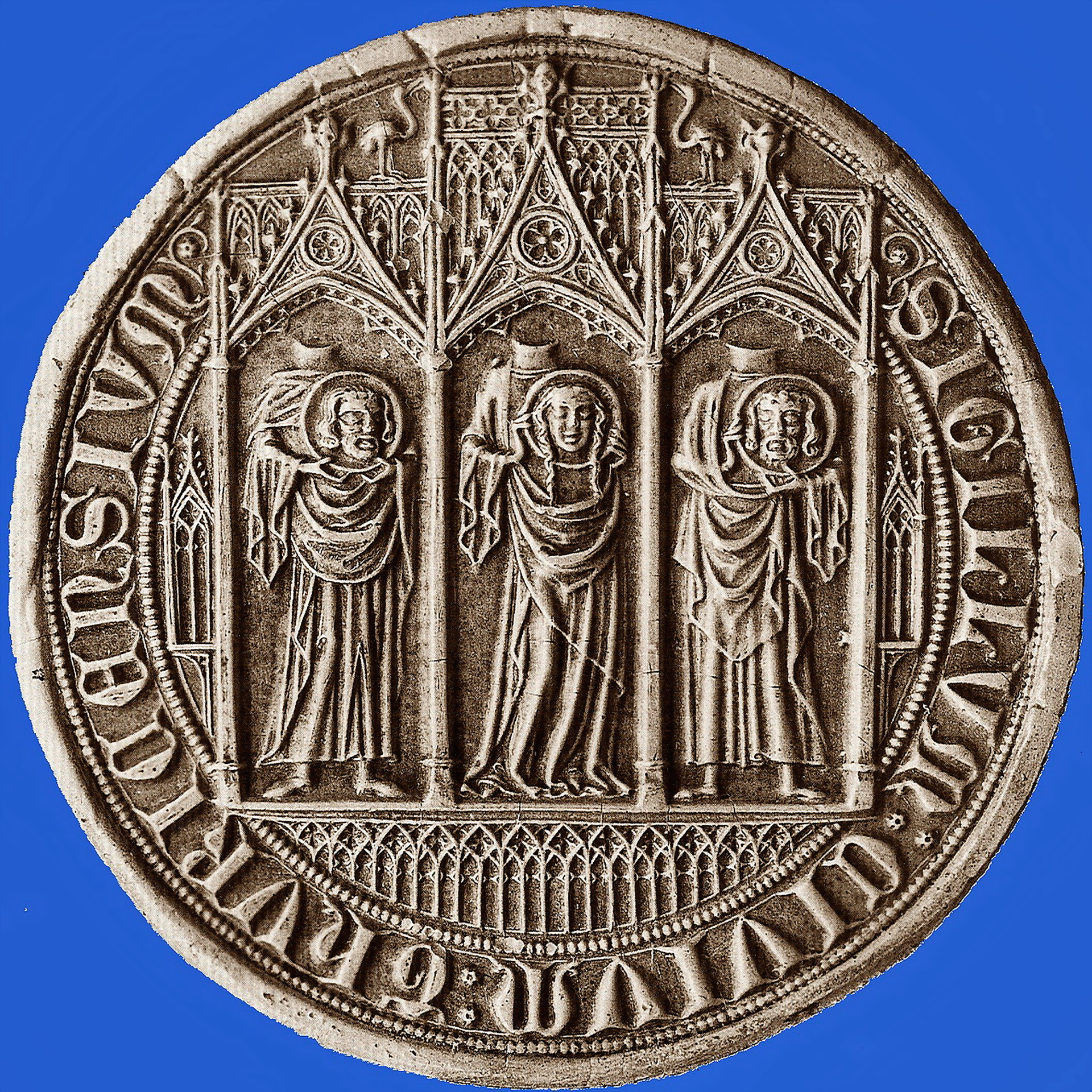
Pieczęć miejska z 1347 roku z wizerunkiem Feliksa, Reguli i Eksuperancjusza, znajdująca się w miejskich zbiorach archiwalnych kantonu Zurych, z napisem: "SECRETVM CIVIVM THVRICENSIVM" (Tajna Pieczęć Obywateli Turicum).

Należał do chrześcijańskiego oddziału armii św. Maurycego i był sługą braci oficerów: Feliksa i Reguli. W czasie prześladowań chrześcijan przez Maksymiana (286–305) i pogromu Legionu w Agaunum (na terenie dzisiejszej Szwajcarii), żołnierze uciekli z obozu docierając nad rzekę Limmat w okolice Turicu (łac. Turicum, dzisiejszy Zurych). Prawdopodobnie byli pierwszymi na tych terenach szerzącymi słowo Boże. Tu zostali pojmani, ścięci i pochowani.
Według legendy egzekucja miała miejsce na małej rzecznej wyspie, gdzie wybudowano ku ich czci kościół Wasserkirche. Ich śmiertelne szczątki spoczęły w innym miejscu Turicu. Nad grobem męczenników, który odkrył Karol Wielki, w VIII wieku wybudowano kościół Grossmünster (obecnie katedra). Prowadzone prace archeologiczne w podziemiach Wasserkirche odkryły kamień nagrobny męczenników pochodzący prawdopodobnie z XI wieku, co potwierdziło istnienie kultu męczenników.
Wszyscy trzej są patronami Zurychu.
Święty Eksuperancjusz wspominany jest wspólnie z braćmi 11 września.